# Innovationscontrolling
Innovationscontrolling begleitet im Controlling-Bereich oder im Innovationsmanagement eines Unternehmens die Phasen des Geschäftsprozesses Innovation (Innovationsprozess) durch methodische und durchgängige Unterstützung bei der strategischen Planung, Generierung, Bewertung und Steuerung von Inventionen bis hin zu deren projekthafter Umsetzung und  Marktdiffusion als Produkt-, Fertigungs- oder Organisations-Innovation. Die richtigen Entscheidungen zur richtigen Zeit zu treffen ist für die verantwortlichen Führungskräfte im Angesicht der vorherrschenden Informationsunschärfe und resultierenden Entscheidungsunsicherheit eine große Herausforderung. 

## Aufgabe und Ziel
Die Hauptaufgabe des betrieblichen Innovationscontrollings ist demnach die Vorbereitung von Entscheidungen durch:
- anfängliche Definition von Bewertungskriterien,
- Erhebung und Auswahl von einheitlichen und objektivierten Messgrößen,
- aggregierte Darstellung der relevanten Informationen als Entscheidungsgrundlage,
- ableiten von rationalen Handlungsempfehlungen.

Zur Anwendung kommen dabei quantitative und qualitative Bewertungsmethoden wie die Szenario-Technik, Technologie-Portfolio-Analyse, Kreativitätsmethoden, TRIZ, QFD, Technologie-Roadmaps, Nutzwertanalysen und Scoring-Modelle. Das Innovationscontrolling unterstützt in seiner intermediären Position operative (Projektmanagement) und strategische Entscheidungsträger (Innovationsmanagement). In dieser Funktion integriert es somit die Disziplinen des strategischen Controllings auf Multiprojektebene und des Projektcontrollings auf Einzelprojektebene.
Welche Ideen bzw. Inventionen weiterverfolgt werden und den Übergang in ein Projekt finden, hängt nicht ausschließlich von Kennzahlen ab, sondern auch von der jeweils im Unternehmen zugrunde liegenden strategischen Ausrichtung und der Innovationskultur. Das Innovationscontrolling hat somit neben den quantitativen Faktoren auch qualitative (weiche) Faktoren zu berücksichtigen. Dies schließt bsw. neben der Betrachtung von monetären Kennzahlen auch inhaltliche oder indirekte Nutzeneffekte mit ein. Zudem darf sich der zeitliche Betrachtungshorizont nicht auf ein Fiskaljahr beschränken, sondern erweitert sich aufgrund seiner strategischen Verantwortlichkeit auf einen langfristigen Zeitraum. Mit diesen für die frühe Phase des Innovationsprozesses notwendigen Eigenschaften grenzt sich das Innovationscontrolling u. a. von dem klassischen Controlling ab. 
Folgende Vorteile bietet das betriebliche Innovationscontrolling:
- Risikoabsicherung von Investitionsentscheidungen
- Transparenz von möglichen marktseitigen und technischen Risiken
- frühzeitige Maßnahmendefinition
- Minimierung eines späteren Projektabbruchs
- Vermeidung einer Demotivation der Projektbeteiligten

## Durchführung
Der Methodenmix, der innerhalb des Innovationsprozesses im Rahmen des Innovationscontrollings zum Einsatz kommt, ist geprägt von der Prozessphase, dem Betrachtungsgegenstand und den jeweiligen Rahmenbedingungen. Für die Phase der Strategieentwicklung ist die Marktdynamik und der zu betrachtende Zeithorizont für den Entwurf relevanter Zukunftsbilder notwendig. In diesem Rahmen bietet sich der methodische Einsatz von Szenariotechnik oder Technologie-Roadmaps an.
Die Auswahl von geeigneten Kreativitätsmethoden in der Phase der Ideengenerierung hängt von der Ausprägung verschiedener innerbetrieblicher Rahmenbedingungen ab. Hierbei eignen sich bspw. Workshops, Delphie-Methode oder TRIZ. 
Nach der Ideengenerierung folgt eine grobe Vorauswahl erfolgversprechender Ideen, die mittels Kriterienkatalog einer Bewertung unterzogen werden. Entscheidende Bedeutung kommen dabei Faktoren wie Nutzen, Neuheitsgrad, Kernkompetenzen sowie Wissen über Zukunftsmärkte und Wettbewerber zu. Nur wenige Ideen werden schließlich bis zur Präsentationsreife weiterentwickelt, um in entsprechenden Gremien Realisierungs- und Investitions-entscheidungen zu treffen. Erfolgversprechende Inventionen werden als Projekt umgesetzt. Zur Bewertung und Priorisierung von Ideen eignen sich u. a. die Nutzwertanalyse und Scoring-Modelle.
Wesentliche Anforderungen an ein wirksames innerbetrieblichen Innovationscontrolling sind: 
- Festlegung, für welchen Bereich diese Innovation in die Kostenerfassung geht.
- Erfassung aller Kosten von Beginn an auf einer entsprechenden Kostenstelle.
- Ermittlung der tatsächlich entstandenen Kosten muss zum Projektende sichergestellt sein.

Um dies realisieren zu können, ist das Innovationscontrolling auf die Finanzdaten des Rechnungswesens angewiesen.   
Aus Sicht des allgemeinen Controllings lässt sich eine Innovation als Investitionen betrachten. Innovationen tragen ein hohes Risiko, sind zeitintensiv und aus dieser Perspektive immateriell, da eine Innovation zunächst kein greifbares Objekt ist.
Die anschließende Steuerung der Innovationsprojekte kann mehrere Fiskaljahre andauern und hat zum Ziel, die Projektlandschaft effizient und effektiv im Sinne des unternehmerischen Erfolgs zu lenken. Um die Controllingfunktion erfolgreich umzusetzen, sind Kennzahlen vonnöten, die Auskunft über den Zielerreichungsgrad der definierten Änderungen aufzeigen.
Methoden zur Unterstützung dieser Aufgabe sind u. a. die Portfolio-Analyse oder Balanced-Innovation-Card-Kennzahlensystem.